# Sport à Lyon
Le sport est un élément constitutif de la ville de Lyon. Développée au moins depuis le Moyen Âge, la pratique sportive se démocratise au XIXe et surtout au XXe siècle.

## Histoire

### Le Moyen Âge
Les premiers sports dont la pratique soit connue à Lyon sont liés à la préparation militaire. Dès 1430 est fondée la première compagnie des archers de Lyon, la plus ancienne association sportive lyonnaise toujours active.

### Le développement du sport sous la Troisième République

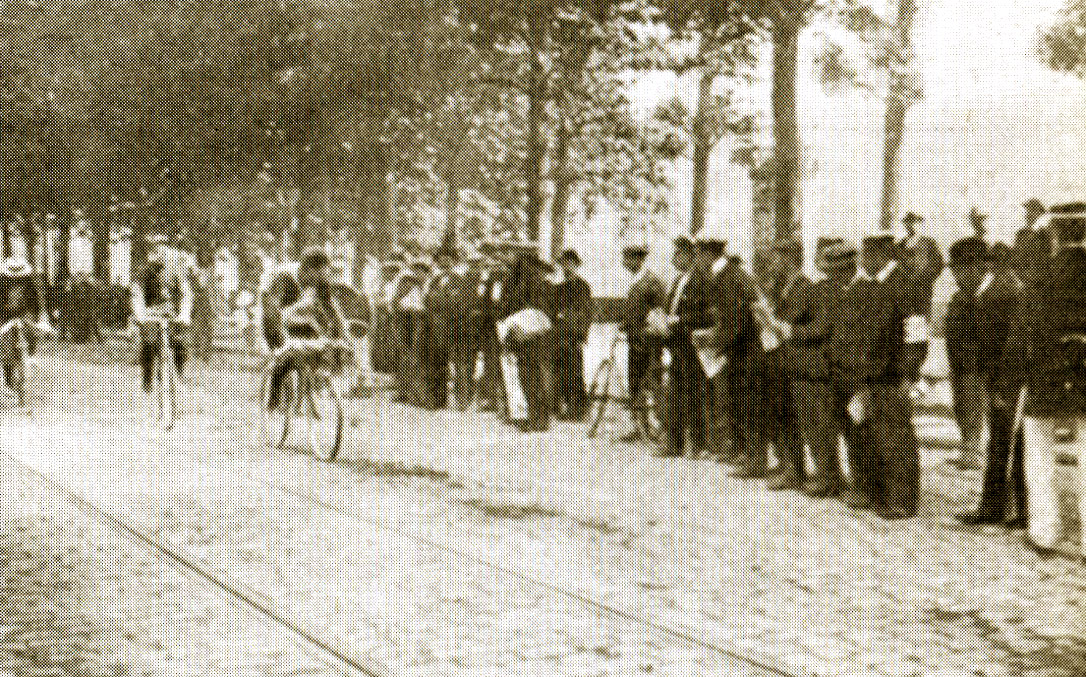
Lors de la première édition du Tour de France, Lyon est la première ville-étape.

En 1896 est créé le Lyon olympique universitaire, association sportive multisports ; en 1893, c'est le Football Club de Lyon, toujours existant aujourd'hui, troisième plus vieux club de football de France, qui compte 800 affiliés en 2014. Le Stade de Gerland est construit par l'architecte Tony Garnier entre 1913 et 1920. La région lyonnaise accueille à quatre reprises un Grand Prix automobile (1914, 1924, 1929 et 1930) dont deux en nom propre (le Grand Prix de Lyon).
Lors de la première édition du Tour de France, Lyon est la première ville-étape. Depuis cette date et jusqu'à 2003, le tour est arrivé à quinze reprises à Lyon.

### La démocratisation des pratiques sportives après la Seconde Guerre Mondiale
En 1950 sont créés l'Olympique lyonnais et le Canoë Kayak Lyon Oullins la Mulatière.

## Pratiques
Lyon possède, avec plus de 120 000 licenciés, une culture sportive solide. La ville a été désignée comme la Ville la plus sportive de France en 1961. Depuis 2002, la ville de Lyon accueille le marathon « Run in Lyon », qui fait partie des événements de course à pied retenus pour la tournée nationale du France Running Tour. En 2008, cet événement sert de support aux championnats de France.
Le sport le plus pratiqué à Lyon est le tennis. La ville a accueilli de 1987 à 2009 le Tournoi de tennis de Lyon, qui est rétabli depuis 2017, ainsi que la finale victorieuse de la Coupe Davis 1991.
La traversée de Lyon en kayak : chaque année la "Lyon-Kayak" est un événement rassemblant plus de 2 000 personnes sur la Saône à bord de canoës.

## Principaux clubs
De par sa taille et son dynamisme, Lyon aligne des équipes d'élite dans de nombreuses disciplines.
| Nom                                              | Sport                                 | Division                                 | Stade/Salle                 | Fondation | Titres |
| ------------------------------------------------ | ------------------------------------- | ---------------------------------------- | --------------------------- | --------- | ------ |
| Olympique lyonnais                               | Football                              | Ligue 1                                  | Groupama Stadium            | 1950      | 7      |
| Olympique lyonnais (féminines)                   | Football                              | Division 1                               | Groupama OL Training Center | 1970      | 15     |
| LDLC ASVEL                                       | Basket-ball                           | Pro A                                    | Astroballe                  | 1948      | 21     |
| LOU                                              | Rugby à XV                            | Top 14                                   | Matmut Stadium Gerland      | 1896      | 2      |
| Lyon Villeurbanne XIII                           | Rugby à XIII                          | Elite                                    | Stade Georges-Lyvet         | 1934      | 2      |
| FC Lyon Hockey                                   | Hockey sur gazon                      | Elite                                    | Stade Henri-Cochet          | 1893      | 13     |
| CRO Lyon                                         | Sport-boules                          | Élite 1                                  | Clos Jouve                  | 1947      | 10     |
| Lyon Floorball Club                              | Floorball                             | Division 1                               | Gymnases différends         | 2006      | 1      |
| Lyon Hockey Club                                 | Hockey sur glace                      | Ligue Magnus                             | Patinoire Charlemagne       | 1997      | 0      |
| ASUL Lyon Volley-Ball                            | Volley-ball                           | Élite                                    | Palais des sports de Lyon   | 1945      | 0      |
| Rink hockey club de Lyon                         | Rink hockey                           | Nationale 1                              | Skating de la Duchère       | 1983      | 0      |
| Lyon ASVEL féminin                               | Basket-ball                           | LFB                                      | Salle Mado Bonnet           | 2000      | 1      |
| Lyon Natation Métropole                          | Natation                              | Fédération Française de Natation         | Rue Bellecombe              | 1928      |        |
| Aviron union nautique de Lyon                    | Aviron                                | Fédération française d'aviron            | Saône                       | 1880      |        |
| Lyon Athlétisme                                  | Athlétisme                            | N1 A                                     | Stade de Gerland            | 2007      |        |
| Club des Sports de Glace de Lyon                 | Patinage artistique - Danse sur glace | Fédération française des sports de glace | Patinoire Charlemagne       | 1955      |        |
| Masque de Fer                                    | Escrime                               | Fédération française d'escrime           | Salle Crillon               | 1910      |        |
| Canoë Kayak Lyon Oullins la Mulatière C.K.L.O.M. | Kayak                                 | Fédération française de canoë-kayak      | Parc des Berges Sud         | 1950      |        |
| Corbas Lyon Métropole                            | Cyclisme                              | Fédération française de cyclisme         | Parc de loisirs de Corbas   | 1990      | 1      |

- Sporting Club de Lyon, premier club à avoir été champion de France (1907) de hockey sur glace.
- Lyon-La Duchère (anciennement Lyon Duchère AS et Sporting Club de Lyon), club de football évoluant en National 2 basé dans le quartier de La Duchère (Lyon 9e). Il a été fondé en 1964 par des Français revenus d'Algérie après l'indépendance du pays.
- Lyon Glace Patinage (patinoire Baraban), club de l'équipe de France de patinage synchronisé Les Zoulous, 17 fois championne de France, 11ème des Championnats du Monde en 2016 et 2017.
- Villeurbanne Handball Association[6], VHA, club de handball évoluant en 2e division (nationale 2)[7].
- Lyon Futsal, club de football en salle évoluant en première division.
- Lyon omnisports universitaire (football américain).
- Falcons de Bron-Villeurbanne, équipe de football américain évoluant en IIe division.
- Gones de Lyon, équipe de football américain évoluant en IIIe division.
- Club d'Ultimate des Gones, équipe d'ultimate frisbee (Flying Disc) évoluant en National 1 en indoor open et National 3 en outdoor open et mixte.
- Badminton, club de Lyon (BACLY), fondé en 1982, pratique au gymnase Ferber dans le 9e arrondissement évoluant en Nationale 2.
- Saint-Fons Gerland Savate, club de savate avec lequel, Safia Benbala a été championne de France 2009, catégorie légères, à Paris.
- Curling Club de Lyon, club de curling évoluant en première division à la patinoire Baraban.
- Lyon Olympique Échecs, club d'échecs ayant remporté six fois le Championnat de France entre 1990 et 1995, et également trois coupes de France (1991, 1994, 1995) ainsi que la Coupe d'Europe des clubs en 1993 et 1994.

## Enceintes sportives

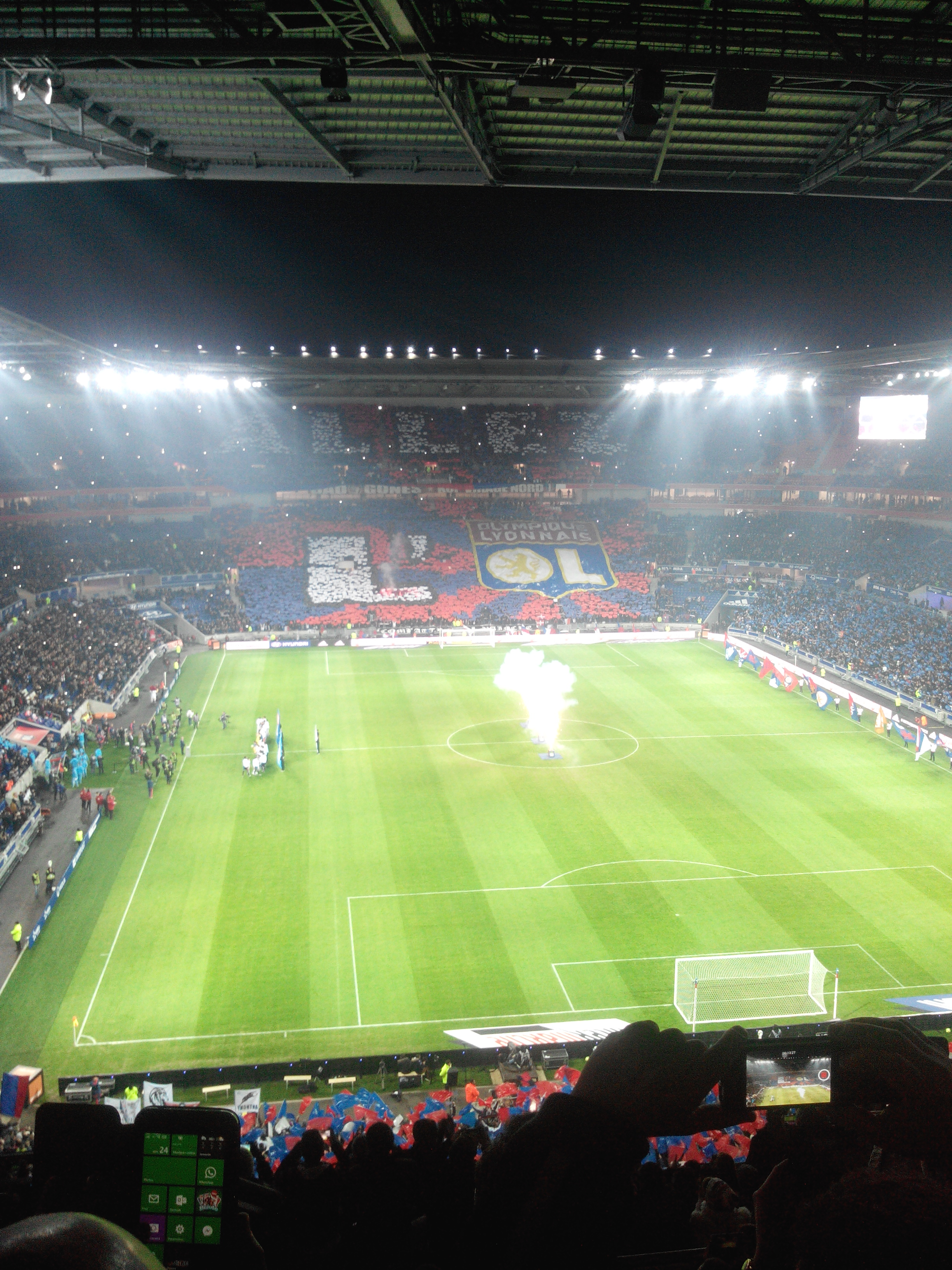
Le Parc Olympique lyonnais avant un match de l'Olympique lyonnais.

- Parc Olympique lyonnais, nouveau stade de l'OL à la suite de la désignation de la France pour le championnat d'Europe de football 2016. Sa capacité est de 59 186 places ;
- Stade de Gerland, stade municipal principal, avec 41 842 places, utilisé le plus souvent par l'OL. Avec le déménagement de l'OL pour le Parc OL, le LOU s'y est installé le 28 janvier 2017 ;
- Matmut Stadium, stade du LOU rugby ouvert octobre 2011 et agrandi en 2014, est le troisième stade de l'agglomération pour sa capacité de 11 560 places ;
- Stade de La Duchère, ce stade est le quatrième de l'agglomération lyonnaise par sa capacité (environ 5 438 places assises) ;
- Stade Vuillermet, ancien stade du LOU Rugby, stade actuel du FC Lyon ;
- Patinoire Charlemagne, patinoire utilisée le plus souvent par le Lyon Hockey Club ;
- Palais des sports de Lyon, salle omnisports. Le Tournoi de tennis de Lyon y est organisé depuis 1987 ;
- Astroballe, salle de basket-ball, le plus souvent utilisée par l'ASVEL Lyon-Villeurbanne ;
- Tola Vologe, terrain de football le plus souvent utilisé par l'OL féminin ou par l'OL B ;
- Piste de la Sarra, piste de ski inaugurée le 29 novembre 1964[8] et détruite en 1991.